# NGC 3663
NGC 3663 (другие обозначения — MCG -2-29-23, IRAS11214-1200, PGC 35006) — галактика в созвездии Чаша.
Этот объект входит в число перечисленных в оригинальной редакции «Нового общего каталога».
В галактике вспыхнула сверхновая SN 2006ax типа Ia, её пиковая видимая звездная величина составила 17,1.